# Hans Mossin (1716-1793)
 Der er flere personer med dette navn, se Hans Mossin.
Hans Mossin (16. april 1716 – 3. april 1793) var en dansk præst, virksom i Norge. 
Mossin fødtes i Tversted (i Vendsyssel), hvor faderen, Peder Hansen Mossin (født 1679, død 1726), var sognepræst; moderen hed Anna Jensdatter, født Gjessing (død 1730). Han deponerede fra Frederiksborg Skole 1733 og fik attestats 1739. Han havde Borchs Kollegium og var Decanus på Kommunitetet, studerede Wolf og Leibnitz, før han vendte sig til teologien, brugte sin tid meget vel og fik mange velyndere. 1742 blev han kateket ved Holmens Kirke og 1747 præst ved Almindelig Hospital og Abel Cathrines Boder. 
Da Pontoppidan var bleven biskop i Bergen, omtaltes han som en af dem, der kunne gøre sig håb om at blive hans eftermand som hofpræst, hvad han dog ikke blev. Heller ikke lykkedes det ham at få ansættelse ved universitetet, som han søgte med påberåbelse af sine skrifter – 4 disputatser –, men 1751 blev han ansat som 2. residerende kapellan ved Nykirken i Bergen. 1757 blev han 1. residerende kapellan ved Domkirken, 1762 sognepræst til Korskirken, 1768 magister, 1770 stiftsprovst og sognepræst til domkirken, i hvilket embede han døde. Han blev 1779 Dr. theol.
Mossin tilhørte den pietistiske skole, og det var derfor rimeligt, at Pontoppidan søgte at få ham til Bergen. Efter manges mening blottet for smag og en med al sin lærdom ukultiveret ånd synes han at have hørt mere hjemme i studerekammeret end på prædikestolen, og i Bergen udfoldede han en betydelig forfattervirksomhed, navnlig efter at han 1760 havde fået kongelig tilladelse til at anlægge et bogtrykkeri. Gennem dette leverede han nu fra 1766-74 en mangfoldighed af bøger, navnlig prædikener – enkelte og i samling –, populære fortolkninger til bibelske bøger og betragtninger af dogmatisk og moralsk indhold. Senere kom han ind på andre sager og skrev om industri, brandvæsen, landøkonomi med mere. 
Alle hans skrifter er af den beskaffenhed, at man må søge efter indholdet i den overstrømmende mængde af ord. Hans opbyggelsesskrifter have visselig haft betydning for sin tid, og den forholdsvis rigelige afsætning, de fik, tyder på, at han ved dem imødekom en trang i den handelsby, hvor bøger ikke vare almindelige. Han forlod aldrig sit pietistiske standpunkt, og det kan derfor have sin interesse at se, hvorledes han fra det helt åndelige forfatterskab gled over på det almennyttiges gebet. Ved 60 års alderen hørte han op med at skrive. Andre kræfter rådede nu i Bergen, og han gik snart tilbage. I sine sidste år var han sløv, og ved sin død synes han længe at have været glemt både som præst og forfatter.